# Richard Libertini
Richard Libertini (21 de mayo de 1933 – 7 de enero de 2016) fue un actor teatral, cinematográfico y televisivo estadounidense.
Conocido por sus papeles como actor de carácter, y por su habilidad de hablar con diferentes acentos, entre sus películas se incluyen Catch 22 (1970), The In-Laws (1979), Popeye (1980), All of Me (1984), Fletch (1985), Fletch Lives (1989), Despertares (1990), Lethal Weapon 4 (1998) y Dolphin Tale (2011).

## Biografía
Su nombre completo era Richard Joseph Libertini, y nació en Cambridge, Massachusetts. Graduado en el Emerson College de Boston, en sus primeros años Libertini trabajó en Nueva York y en Chicago. 
Mudado a Los Ángeles, inició su carrera de actor en los años 1960. Formó parte del reparto original de The Mad Show, una comedia musical representada en 1966 en el circuito Off-Broadway, y producida por la revista Mad. Sus primeras actuaciones cinematográficas llegaron con The Night They Raided Minsky's (1968), Don't Drink the Water (1969) y Catch 22 (1970).
Dos de sus papeles más destacados en el cine llegaron con las comedias Fletch (1985) y Fletch Lives (1989), ambas protagonizadas por Chevy Chase, en las cuales encarnaba al editor del personaje principal. También trabajó en The In-Laws (1979) con el papel de General García, un dictador latinoamericano. Otro de sus personajes fue Nosh, un experto electrónico amigo del personaje de Burt Reynolds en Sharky's Machine (1981).
También fue un artista de vodevil en la cinta de Terrence Malick Days of Heaven (1978), George W. Geezil en Popeye (1980, de Robert Altman), un sacerdote hispano en Best Friends (1982), Giuseppe en Unfaithfully Yours (1984), Prahka Lasa en All of Me (1984), el bandido Dijon en el film de animación de Disney Patoaventuras La Película: El Tesoro de la Lámpara Perdida (1990),  y un rabino en Lethal Weapon 4 (1998).
Para la televisión, Libertini fue un actor regular en la primera temporada de la serie Soap, interpretando al Padrino, y tuvo tres papeles diferentes en Barney Miller. Otras producciones en las cuales actuó fueron Star Trek: Deep Space Nine (episodio "Accession") y Sunny, entre estrellas (episodio "Dakota's Revenge"). Además, dio voz a Wally Llama en Animaniacs, y trabajó en tres sitcoms de corta duración: Family Man (1988), The Fanelli Boys (1990–1991) y Pacific Station (1991–1992).
En septiembre hizo su última actuación en una serie de animación, Cooking Mama, y actuó en el show Supernatural. Dejó el cine en 2011 tras encarnar a un pescador en el film Dolphin Tale. Entre octubre de 2011 y enero de 2012, Libertini actuó en el circuito de Broadway en el papel de un rabino en "Honeymoon Motel", segmento escrito por Woody Allen de Relatively Speaking.
Richard Libertini se casó con la actriz Melinda Dillon el 30 de septiembre de 1963, teniendo la pareja un hijo, Richard. Se divorciaron en 1978.
El actor falleció el 7 de enero de 2016, a los 82 años de edad, en Venice, California, a causa de un cáncer que le había sido diagnosticado dos años antes.

## Filmografía (selección)
- 1968 : The Night They Raided Minsky's
- 1969 : Don't Drink the Water
- 1970 : The Out of Towners
- 1970 : Catch 22
- 1971 : La Mortadella
- 1971 : Story Theatre (serie TV)
- 1972 : The Melba Moore-Clifton Davis Show (serie TV)
- 1975 : I Wonder Who's Killing Her Now?
- 1977 : Fire Sale
- 1978 : Three on a Date (telefilm)
- 1978 : Days of Heaven
- 1978 : Fame (telefilm)
- 1979 : The In-Laws
- 1980 : Popeye
- 1981 : Sharky's Machine
- 1982 : Soup for one
- 1982 : Best Friends
- 1983 : Going Berserk
- 1983 : Deal of the Century
- 1984 : Unfaithfully Yours
- 1984 : All of Me
- 1985 : Fletch
- 1986 : The Nativity (corto)
- 1986 : Big Trouble
- 1988 : Family Man (serie TV)
- 1988 : American Playhouse (serie TV), episodio The Trial of Bernhard Goetz
- 1988 : Betrayed
- 1989 : Fletch Lives
- 1989 : Animal Behavior
- 1989 : The Lemon Sisters
- 1990 : Patoaventuras La Película: El Tesoro de la Lámpara Perdida
- 1990 : The Fanelli Boys (serie TV)
- 1990 : Extreme Close-Up (telefilm)'
- 1990 : Despertares
- 1990 : La hoguera de las vanidades
- 1991 : Pacific Station (serie TV)
- 1994 : Cultivating Charlie
- 1994 : Nell
- 1995 : Pinky y Cerebro (serie TV)
- 1996 : Cutty Whitman (telefilm)
- 1997 : House of Frankenstein 1997 (miniserie TV)
- 1998 : A Bright Shining Lie (telefilm)
- 1998 : Lethal Weapon 4
- 1998 : Telling You
- 1998 : Columbo (serie TV), episodio Ashes to Ashes
- 1999 : Vendetta
- 2002 : The 4th Tenor
- 2005 : Monk (serie TV)
- 2006 : Grilled
- 2007 : A grandpa for Christmas (telefilm)
- 2009 : Supernatural (serie TV)
- 2011 : Dolphin Tale